# Mekarjadi
Mekarjadi is een bestuurslaag in het regentschap Ciamis van de provincie West-Java, Indonesië. Mekarjadi telt 5084 inwoners (volkstelling 2010).